# M60 Phoenix
L'M60 Phoenix è una versione modernizzata del carro armato da combattimento M60A3, realizzata in Giordania a cura dell’Istituto giordano di Ricerca e Produzione Militare (King Abdullah Design and Development Bureau) (abbreviato in KADDB) e destinata al servizio interno.

## Storia
Per migliorare la mobilità, l’armamento e la protezione dei carri M60A3 in servizio attivo nell’esercito giordano, nel 2004 l’Istituto giordano di Ricerca e Produzione Militare (King Abdullah Design and Development Bureau, KADDB) sviluppò un progetto autonomo di modernizzazione che prevedeva l’adozione di numerose modifiche. L’originale cannone Royal Ordnance M68 a canna rigata da 105 mm è stato sostituito con un pezzo RUAG L50 Compact Tank Gun da 120/50 mm, lo stesso adottato dall’ Al Hussein, con elevazione da -10° a +20°, integrato da un armamento secondario su una mitragliatrice coassiale da M240 da 7,62 mm e da una M85 da 12,7 mm sulla torretta azionata dal capocarro. Il munizionamento è pari a 63 colpi da 120 mm, 900 da 12,7 mm e 6.000 da 7,62 mm.  L’introduzione di un sistema di stabilizzazione della torretta consente di sparare in movimento, cosa prima non possibile.
Il sistema di controllo del fuoco Raytheon IFCS, con sistema di visione notturna passivo RISE, consente un rateo variabile da 6 a 10 colpi al minuto. La protezione è stata aumentata a livello III/IV tramite l’adozione di corazzature reattive SidePro-CE che possono essere riconfigurate in base alle mutevoli situazioni di minaccia. Esse forniscono protezione contro le testate a carica cava o in tandem dei missili anticarro, e contro le munizioni ad alta energia cinetica sparate dai cannoni. Il sistema di difesa attiva Saab Avitronics/Mowag LED 100 è composto da un anemometro, un jammer a infrarossi e due lanciagranate HDSL (High Speed Directed Launchers), uno per ciascun lato della torretta, a 6 celle per piccoli missili non guidati Denel Dynamics Mongoose-1 in grado di intercettare i missili controcarro (ATGW) o i proiettili degli RPG in arrivo. È presente un sistema di allarme laser, un completo sistema NBC per operazioni in ambienti contaminati da radiazioni, aggressivi chimici o biologici, e un sistema digitale automatico di protezione antincendio. L’adozione di un avanzato sistema di sospensioni indipendenti idropneumatiche ha consentito di incrementare il peso a 62-63 tonnellate senza perdita di mobilità. Il motore diesel twin turbo General Dynamics Land System AVDS-17902-C raffreddato ad aria, con trasmissione automatica Allison CD 1000, erogante una potenza di 950 hp. La capacità carburante dei serbatoi è pari a 1.457 litri. Il veicolo può superare un ostacolo verticale di 0,90 m, una trincea di 2,9 m e guadare un corso d’acqua senza preparazione della profondità di 1,2 m.
L’MBT M60 Phoenix è stato realizzato in 182 esemplari, assegnati a 4 battaglioni carri dell’esercito giordano.

## Utilizzatori
Giordania
- Al-Quwwāt al-Barriyya al-Urdunniyya

### Annotazioni
1. ↑  Il sistema Raytheon IFCS comprende un sistema thermal imaging and gunnery system HIRE II, un telemetro laser ELITE II, e un computer balistico digitale General Dynamics Canada.

### Fonti
1. 1 2 3 4 5 6 7  Palmas 2016, p. 52.
2. 1 2 3 4 5  (EN) M-60 Phoenix Main Battle Tank, su military-today.com..

### Periodici
- Francesco Palmas, L'esercito giordano, un pilastro di stabilità nazionale, in Panorama Difesa, n. 358, Firenze, Ed. A.I. srl., dicembre 2016,  pp. 48-55.